# لمب آو گاد
لمب آو گاد (به انگلیسی: Lamb of God) یک گروه موسیقی هوی متال از شهر ریچموند، ویرجینیا واقع در کشور آمریکا است که در سال ۱۹۹۴ میلادی شکل گرفت.
لمب آو گاد تاکنون هفت آلبوم استودیویی، یک آلبوم زنده، یک آلبوم گردآوری آثار و سه دی‌وی‌دی منتشر کرده‌است و آثارش فقط در آمریکا نزدیک به دو میلیون نسخه فروش داشته‌است. در سال ۲۰۰۷ آلبوم آئین لم آو گاد نامزد «جایزه گرمی بهترین آلبوم متال» شد.
این گروه تا کنون در فستیوال‌های زیادی شرکت کرده که از میان آن‌ها می‌توان به «دانلود فستیوال»، «سانیسفر فستیوال» و «ساوندویو فستیوال» اشاره کرد.

## اعضا

### اعضای کنونی
- جان کمبل: بیس (۱۹۹۴ تا کنون)
- مارک مورتن: گیتار (۱۹۹۴ تا ۱۹۹۴، ۱۹۹۷ تاکنون)
- رندی بلایث: خواننده (۱۹۹۵ تاکنون)
- ویلی ادلر: گیتار (۱۹۹۹ تاکنون)
- ارت کروز: درامز (۲۰۱۹ تاکنون)

### اعضای پیشین
- مت کانر: گیتار (۱۹۹۰ تا ۱۹۹۴)
- ابی اسپیر: گیتار (۱۹۹۴ تا ۱۹۹۸)
- کریس ادلر: درامر (۱۹۹۴ تا ۲۰۱۹)

## آلبوم‌ها
- ۱۹۹۹: کشیش را بسوزان (گروه با نام برن د پریست) (به انگلیسی: Burn the Priest)
- ۲۰۰۰: انجیل جدید آمریکا (به انگلیسی: New American Gospel)
- ۲۰۰۳: همان‌طور که کاخ‌ها می‌سوزند (به انگلیسی: As the Palaces Burn)
- ۲۰۰۴: خاکسترهای بیداری (به انگلیسی: Ashes of the Wake)
- ۲۰۰۶: آیین دینی (به انگلیسی: Sacrament)
- ۲۰۰۹: خشم (به انگلیسی: Wrath)
- ۲۰۱۲: حل (به انگلیسی: Resolution)
- ۲۰۱۶: دوک (به انگلیسی: Duke)
- ۲۰۱۸: سپاه xx (به انگلیسی: Legion xx)
- ۲۰۲۰: بره خدا (به انگلیسی: Lamb of God)